# TAKISAWA
株式会社TAKISAWA（たきさわ）は、ニデック傘下の岡山県の工作機械メーカーである。本社は岡山市北区撫川、工場は本社敷地内にある。また、台湾と中国の現地法人も生産を担当している。

## 概要
大阪で滝澤兄弟が創立した瀧澤鐵工所が始め。その後、出身地の岡山県玉島町（現在の倉敷市玉島）に移転した。
創立当初から旋盤を主たる製品としており、それは現在も変わらない。もちろん、当時は基本構造のみのシンプルな旋盤だったが、現在はCNC旋盤が売上げの70.6%、普通旋盤が16.8%である。（そのほか、マシニングセンターが6.1%）
CNCの登場以降、多くの旋盤メーカーが普通旋盤から撤退していったが、現在も数機種の普通旋盤をラインナップに残しており、工業高校などの教育機関に広く採用されている。また、CNCとマシニングセンタのプログラミング教育用ソフトウェア「なすWin」も取り扱っている。

## 沿革
- 1922年（大正11年）8月 - 滝澤脩作、滝澤七三郎兄弟が、大阪市に瀧澤鐵工所（個人経営）を創立。
- 1933年（昭和8年）3月 - 出身地である岡山県玉島町（現在の倉敷市玉島）に玉島工場を新設。
- 1935年（昭和10年）4月 - 大阪府布施市(現在の東大阪市）に本社を移転し、布施工場を新設。合名会社に改組。
- 1944年（昭和19年）10月 - 工場を玉島工場に統合し、本社も移転。株式会社に改組（株式会社滝澤鉄工所）。
- 1950年（昭和25年）6月 - 工作機械の製造を再開。
- 1962年（昭和37年）9月 - 大阪証券取引所第二部に上場。
- 1963年（昭和38年）
  - 2月 - 旋盤の対米輸出を開始。
  - 5月 - 東京証券取引所第二部に上場。
- 1964年（昭和39年）4月 - 岡山県吉備町（現岡山市北区撫川）に岡山工場を新設。
- 1966年（昭和41年）10月 - 本社を岡山工場に移転。
- 1968年（昭和43年）8月 - 数値制御装置付（NC）旋盤の生産を開始。
- 1971年（昭和46年）9月 - 台湾に普通旋盤の製造販売をおこなう現地法人を設立。
- 1979年（昭和54年）8月 - 米国に販売・サービスをおこなう現地法人を設立。
- 1981年（昭和56年）10月 - 立型マシニングセンターの生産・販売を開始。
- 1983年（昭和58年）4月 - 本社工場にFMS工場を新設。
- 1989年（平成元年）11月 - 本社工場にCIM工場を新設。
- 1996年（平成8年）10月 - 液晶及び半導体製造装置、酸素・窒素濃縮装置の製造事業に参入。
- 2002年（平成14年）11月 - 中国に製造を担当する現地法人を設立。
- 2013年（平成25年）3月 - 東京証券取引所第一部に銘柄指定。
- 2022年（令和4年）10月 - 株式会社TAKISAWAに社名変更。
- 2023年（令和5年）
  - 9月14日 - 同日から同年11月13日までの間、ニデックが株式公開買付け（TOB）を実施[6][7][8]。
  - 11月20日 - ニデックによるTOB成立に伴い、同日付で同社が筆頭株主、並びに同社グループ入りした[5][9][10]。
- 2024年（令和6年）
  - 1月31日 - 東京証券取引所スタンダード市場上場廃止[1]。
  - 2月2日 - 株式併合により、ニデックの完全子会社となる[3][11]。